# Дон Рикълс
Доналд Джей „Дон“ Рикълс (на английски: Donald Jay Rickles) (8 май 1926 г. – 6 април 2017 г.) е американски комик и актьор. Участва във филмите Run Silent, Run Deep, „Героите на Кели“, „Казино“ и много други. От 1976 до 1978 г. играе главната роля в сериала „Главен старшина Шарки“. Ролите му варират между комедийни и драматични, а в днешни дни е познат като гласа на Г-н Картоф във филмовата поредица „Играта на играчките“.
Рикълс е специалист на тъй наречената „обидна комедия“, където отправя иронични обиди към публиката си или към известни личности.

## Биография

### Личен живот
На 14 март 1965 г. Рикъл се жени за Барбара Склар. От нея има дъщеря на име Минди, а синът им е продуцентът Лари Рикълс (1970 – 2011). Има и двама внуци – Итън и Харисън.

### Смърт
Рикълс умира на 90-годишна възраст на 6 април 2017 г. от бъбречна недостатъчност.

## Избрана филмография
| година | филм            | оригинално заглавие | роля             | режисьор        |
| ------ | --------------- | ------------------- | ---------------- | --------------- |
| 1970   | Героите на Кели | Kelly's Heroes      | сержант (Колода) | Брайън Хътън    |
| 1995   | Казино          | Casino              | Били Шербърт     | Мартин Скорсезе |